# 真扎诺-迪罗马

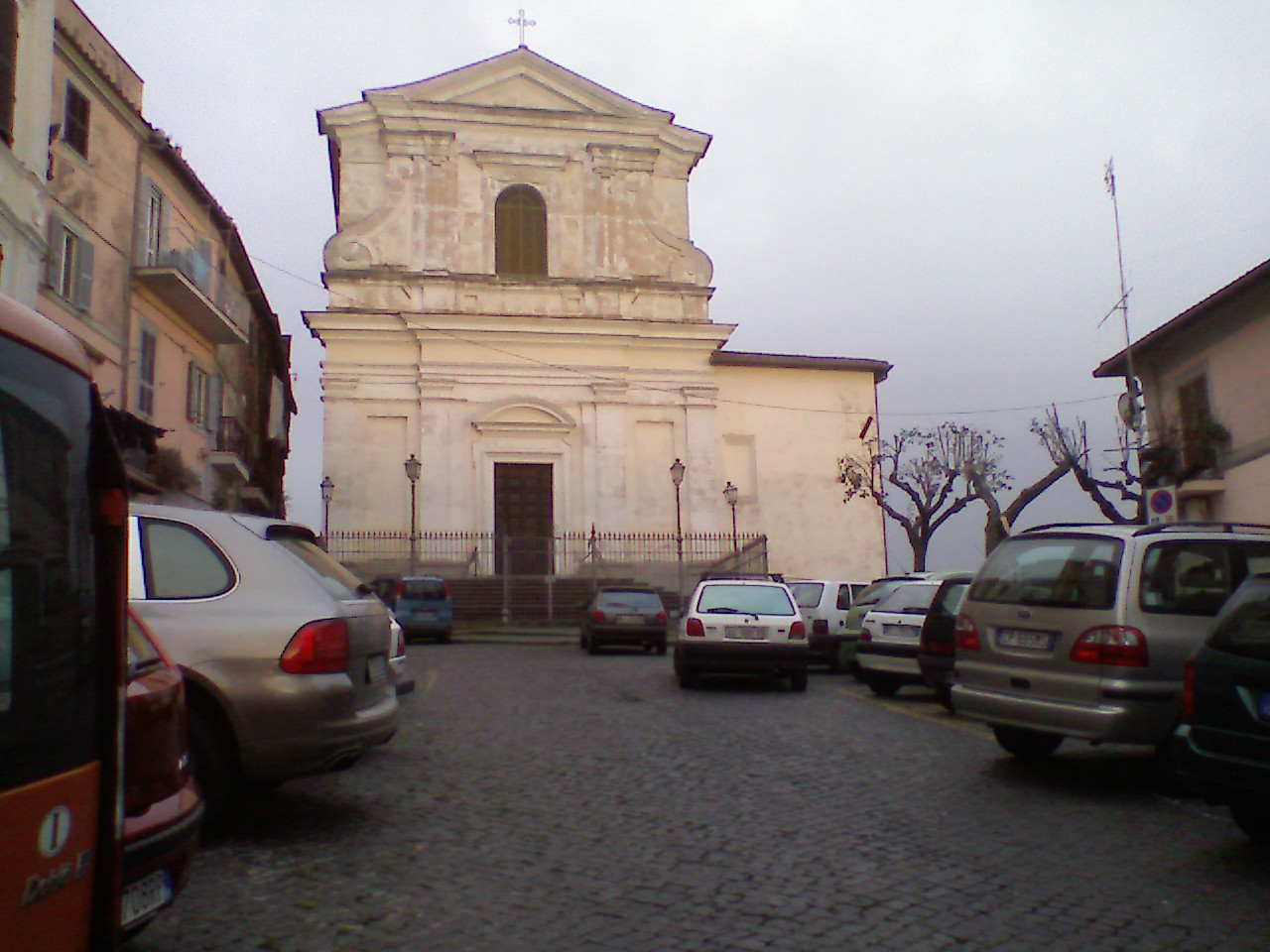
教堂

真扎诺-迪罗马（義大利語：Genzano di Roma）是意大利拉齐奥大区罗马首都广域市的一个市镇，面积18平方公里，人口21,564人（2001年）。

## 友好城市
- 法国沙蒂永
- 德国梅泽堡
- 波兰莫科图夫区